# Andronikovklooster
Het Andronikovklooster (Russisch: Андроников монастырь, Спасо-Андроников монастырь, of Андроников Нерукотворного Спаса монастырь) is een Russisch-orthodox klooster aan de rivier de Jaoeza in Moskou. Het klooster is gelegen aan de oostelijke kant van Moskou en is er één uit een rij versterkte kloosters. Het klooster is nog niet geheel teruggegeven aan de Russisch-orthodoxe Kerk en is voor een deel in gebruik van het Andrej Roeblov Museum.

## Geschiedenis
Het klooster werd gevestigd in het jaar 1357 door de Alexis de Wonderdoener (ook wel: Alexis van Moskou). Tijdens een tocht uit Constantinopel overkwam hem een zware storm op zee. Hij vreesde voor zijn leven en deed de plechtige gelofte dat, mocht God hem sparen, hij als dank een klooster zou stichten. God verhoorde zijn smeken en Alexis hield woord: in 1361 stichtte hij een klooster en wijdde het aan onze Verlosser. Als Alexis bij een Kan wordt geroepen om diens vrouw te genezen, draagt hij de leiding over aan de monnik Andronicus, de eerst abt van het klooster. Het Andronikov-klooster is vernoemd naar deze monnik.
Ter vervanging van een eerdere kathedraal van hout werd tussen 1425-1427 de huidige Verlosserkathedraal gebouwd. Deze kathedraal is het oudste nog bestaande gebouw van Moskou. Het interieur van de kathedraal werd versierd met fresco's geschilderd door de bekende iconenschilder Andrej Roebljov die in dit klooster de laatste jaren van zijn leven doorbracht en hier ook werd begraven.
In de 17e eeuw werd de ommuring met versterkte torens gebouwd. Langs de westelijke muur van het klooster verrees in 1688-1690 de barokke Kerk van de Aartsengel Michaël. Deze kerk liet de schoonmoeder van Peter I en moeder van Eudoxia Lopoechina bouwen uit dankbaarheid voor de geboorte van een kleinkind.
In het laatste decennium van de 18e eeuw kreeg de Moskouse architect Rodion Kazakov opdracht om de klokkentoren te bouwen. De toren zou de hoogste toren worden van heel Moskou, maar dit werd belet door tsaar Paul I die de architect er op wees dat geen enkele toren hoger mocht worden dan de klokkentoren van het Kremlin. De klokkentoren werd uiteindelijk 72,5 meter hoog.
Zoals veel Russische kloosters heeft ook dit klooster door de eeuwen heen zware tijden gekend. In de jaren 1571 en 1611 werd het klooster geplunderd. In 1748 gingen de archieven van het klooster door brand verloren. En in september 1812 sloegen Franse troepen twee dagen aan het plunderen, waarna ze het klooster in brand staken. Daarbij gingen ook de fresco’s van Roebljov in de Verlosserkathedraal verloren. Van de fresco’s van Roebljov zijn slechts enkele sporen over.

## Sluiting
Na de revolutie werd het klooster door de bolsjewieken gesloten. Het werd een strafkamp van de beruchte Tsjeka. Later werden op het kloosterterrein arbeiders van een nabijgelegen fabriek gehuisvest. In 1928 vernielden de Sovjets de begraafplaats om er een voetbalveld van te maken. In 1930 werd de klokkentoren neergehaald.
Na de Tweede Wereldoorlog begon men de culturele waarde van het klooster in te zien. In 1947 werd het Andrikovklooster tot nationaal monument verklaard. In de jaren 1959-1960 werd restauratiewerkzaamheden aan de kathedraal uitgevoerd. Deze restauratiewerkzaamheden zijn omstreden omdat latere toevoegingen aan gebouwen werden verwijderd. Het Andrej Roebljov Museum werd in 1960 geopend; in de gebouwen van het klooster werd een uitgebreide collectie iconen tentoongesteld.

## Teruggave
Het museum heeft nog steeds gebouwen van het klooster in gebruik. Wel keerde de kathedraal van Onze Verlosser in 1989 terug naar de Russisch-orthodoxe kerk. In 2005 werd aan het complex een nieuwe kapel gewijd aan de Heilige Dimitri Donskoi toegevoegd.

## Kerken
Slechts de Verlosserskathedraal en de Kerk van de Aartsengel Michael hebben de Sovjet-Unie overleefd.
- Kathedraal van onze Verlosser (bouwjaar 1425-1427)
- Kerk van de Heilige Martelaar Evgraf (1874, niet behouden)
- Kerk van de Aartsengel Michaël (bouwjaar 1688-1690)
- Kerk van de Geboorte van de Moeder Gods (1756, niet behouden)
- Kerk van de Heilige Simeon (1796-1798, niet behouden)

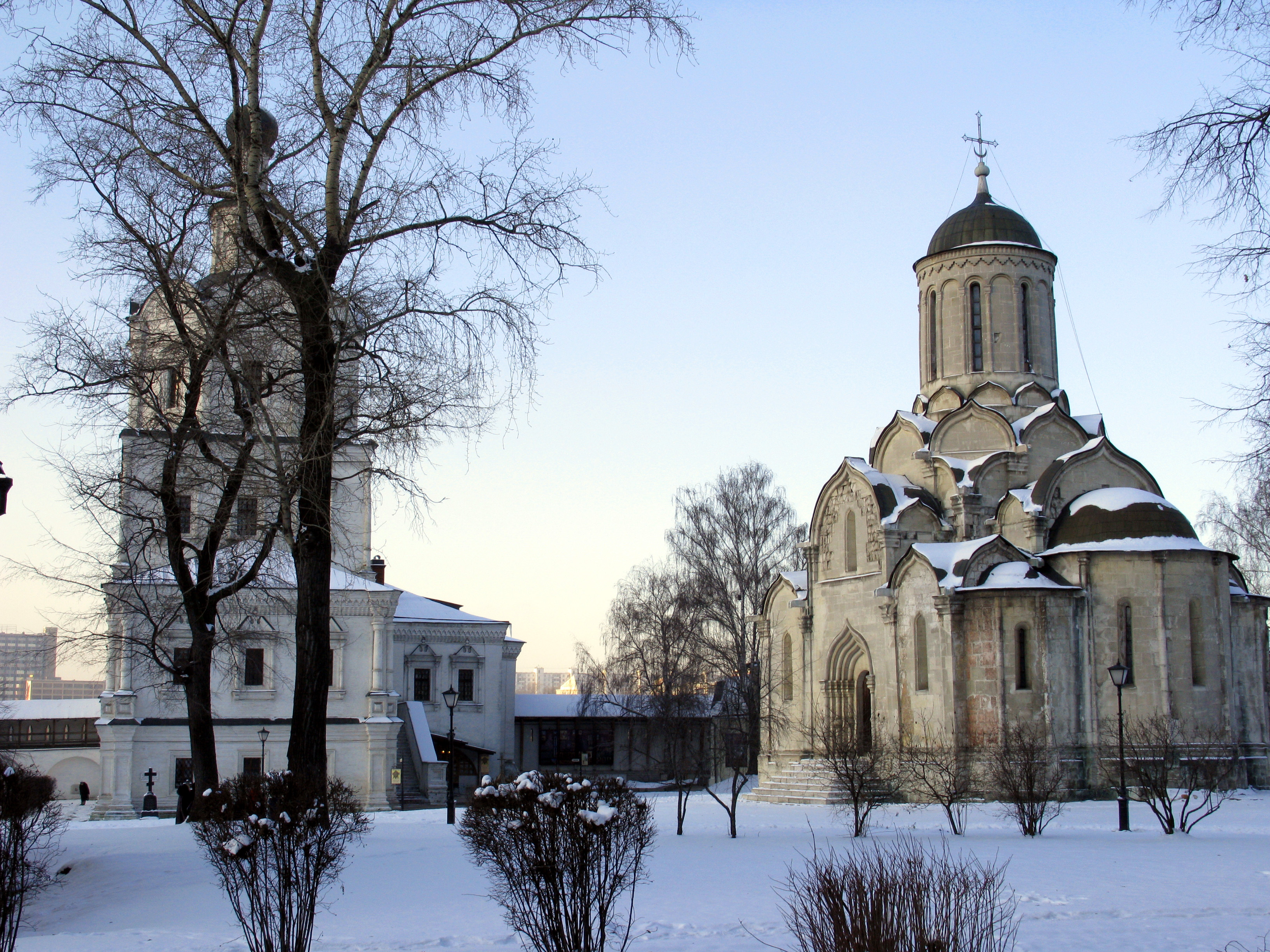
Andronikovklooster, links: Kerk van de Aartsengel Michaël; rechts: Kathedraal van onze Verlosser
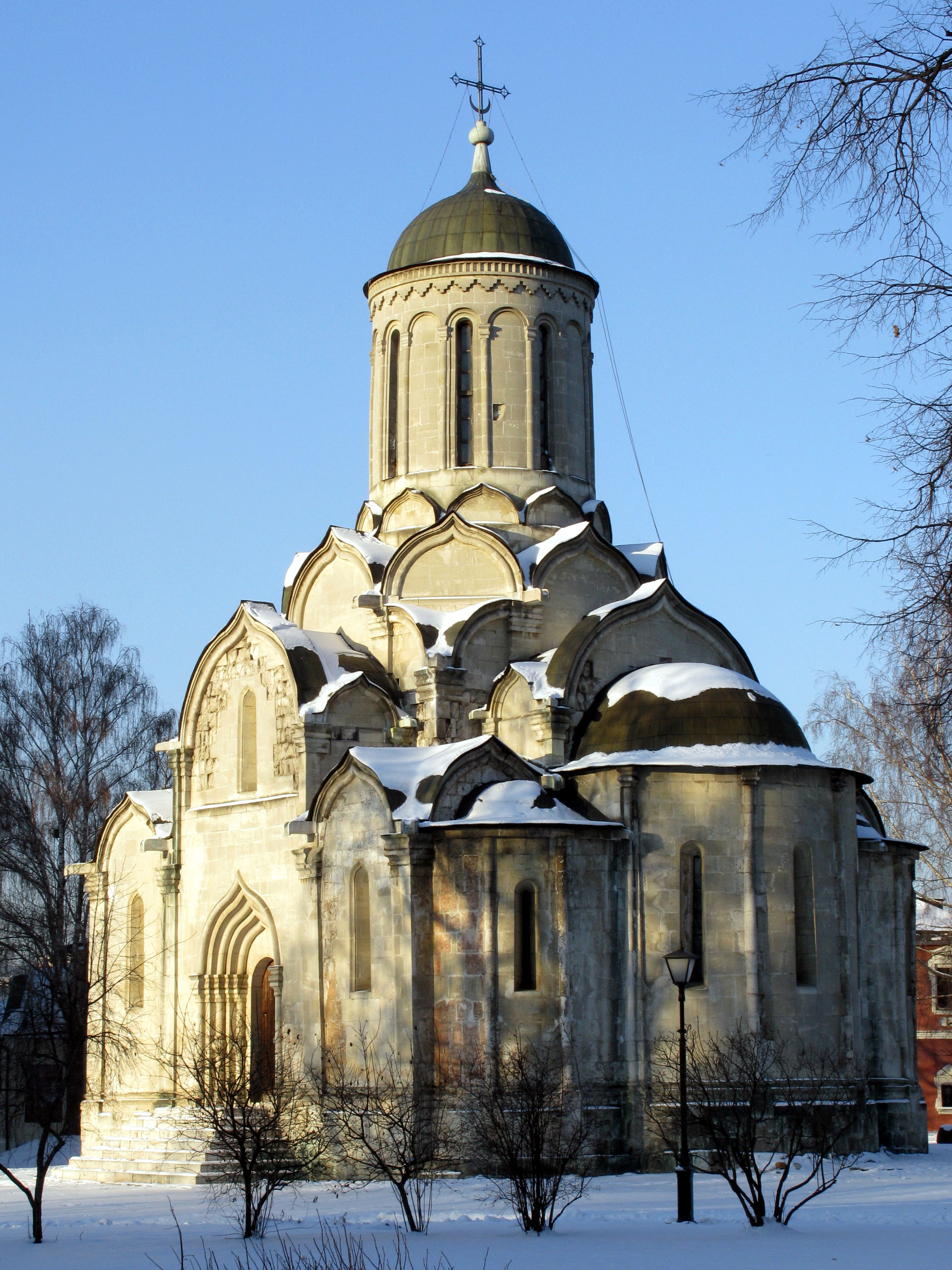
Kathedraal van Onze Verlosser
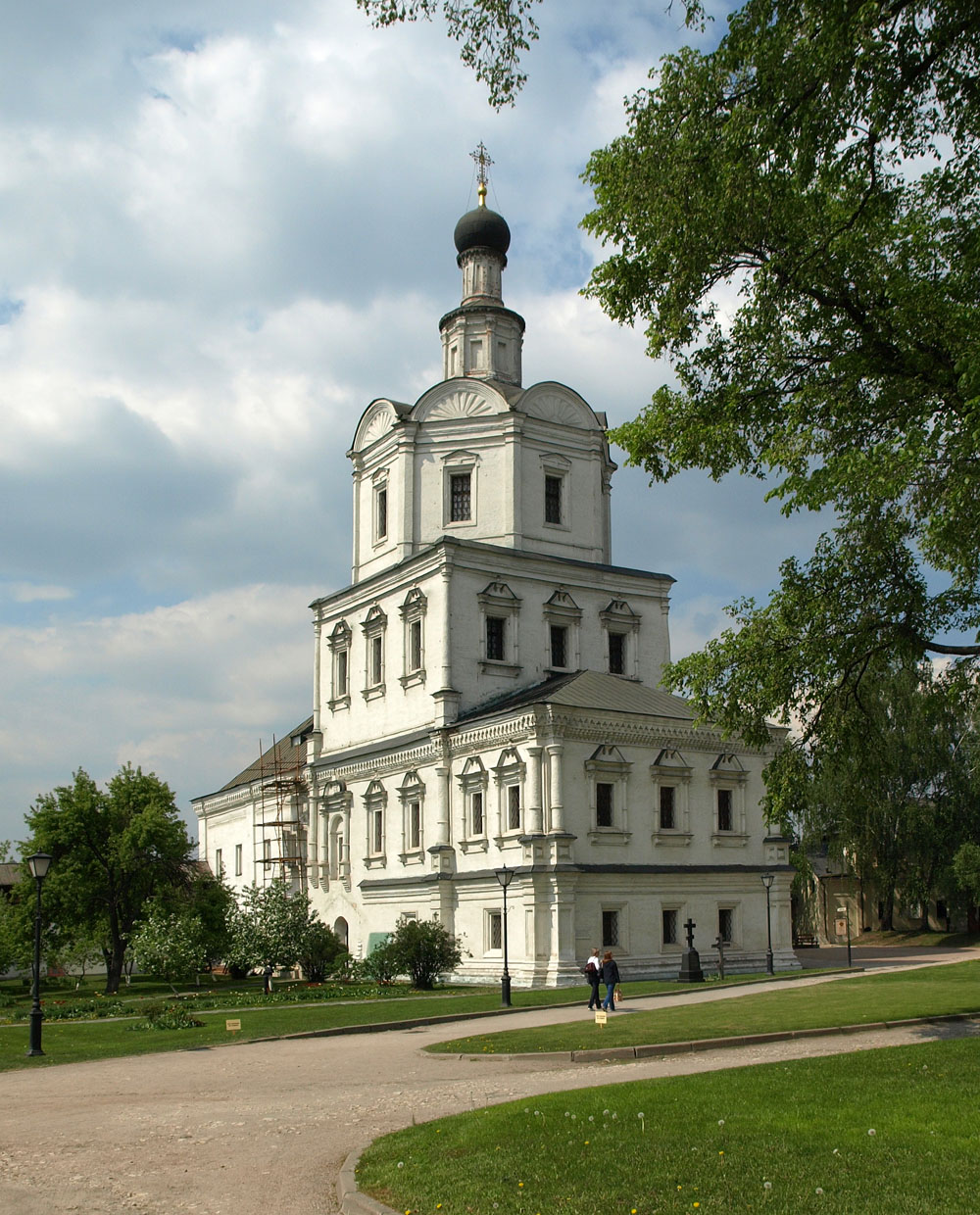
Kerk van de Aartsengel Michaël
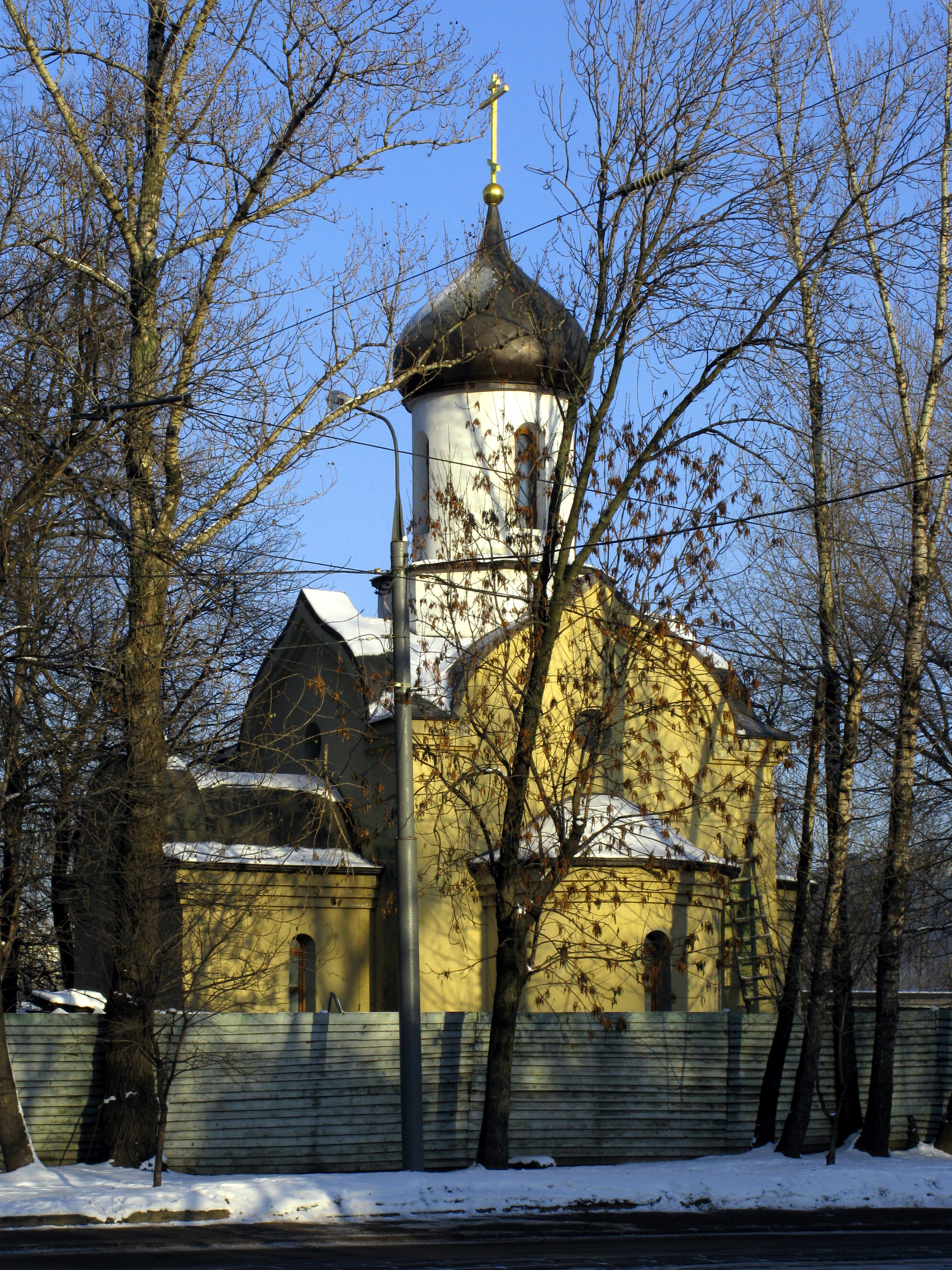
Kapel van Dimitri Donskoy
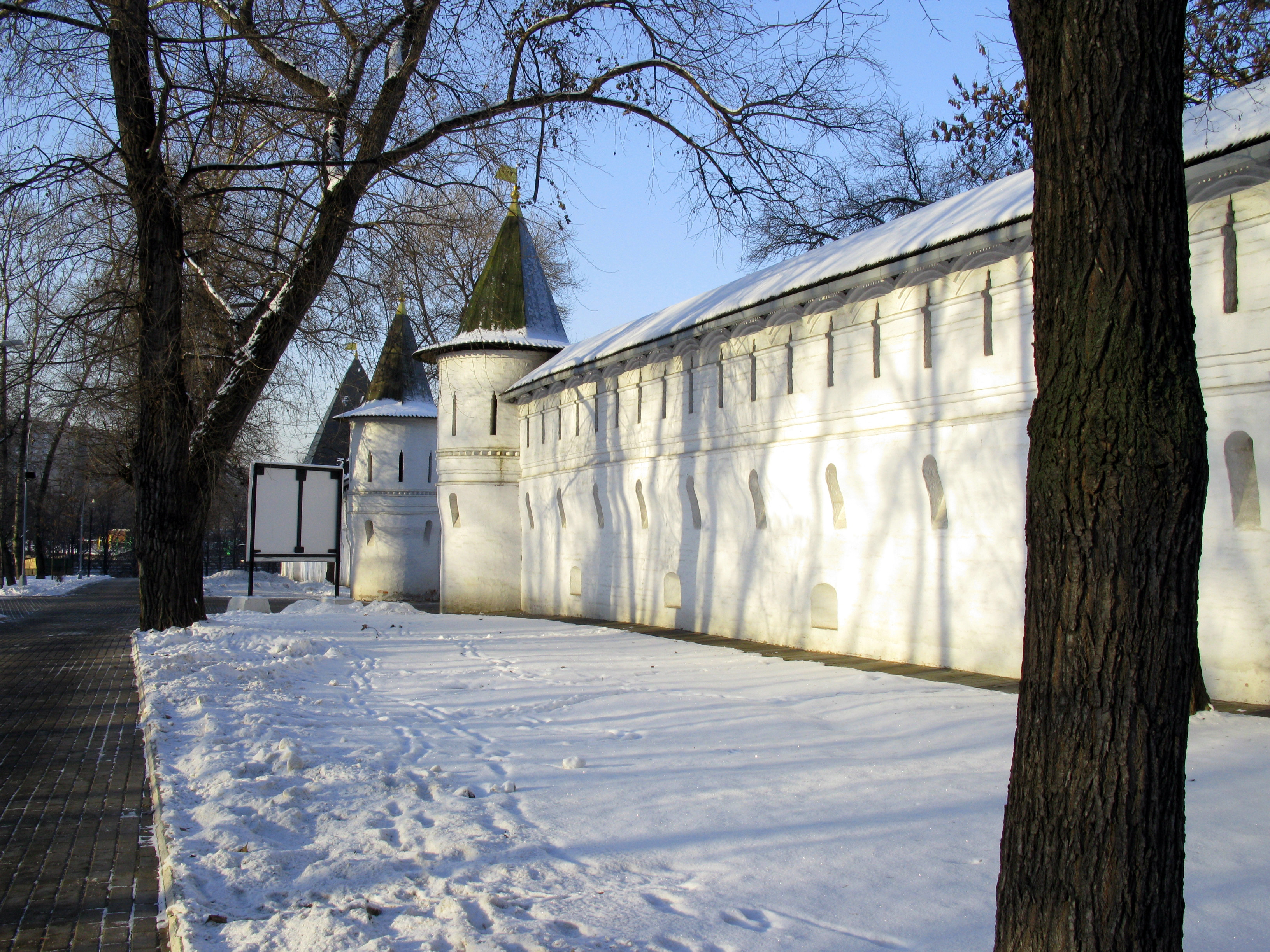
Kloostermuur
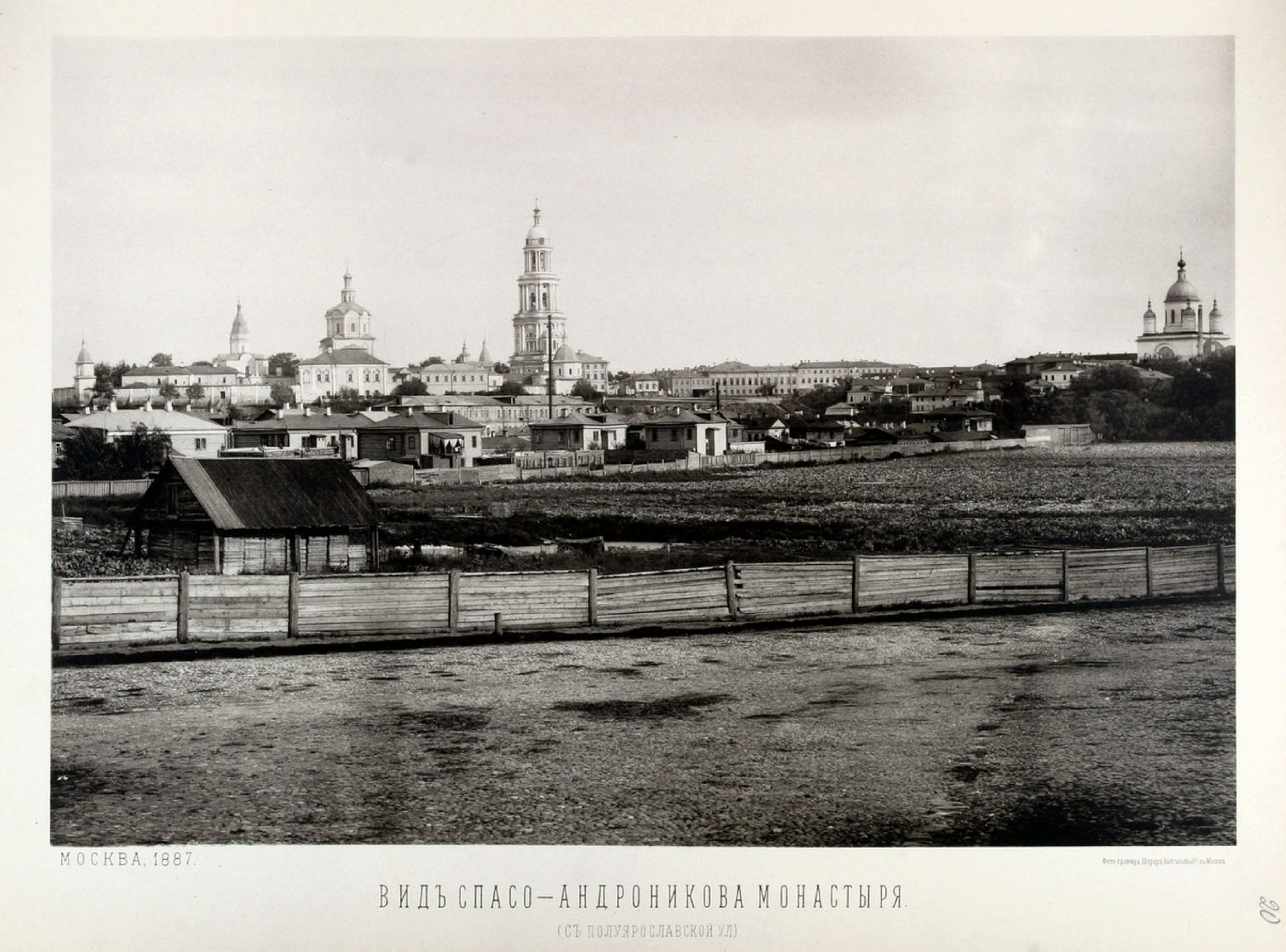
Andronikovklooster omstreeks 1888, gefotografeerd door Nicolay Naidenov